# Castell de l'Alcúdia de Veo
El Castell d'Alcúdia de Veo està situat al nord del mateix municipi d'Alcúdia de Veo, a la Plana Baixa (País Valencià). És una fortalesa d'origen àrab que se situa sobre una muntanya de forts pendents front de la població, a la riba esquerra del riu Veo.

## Descripció
El castell, de planta irregular, comptava amb diversos recintes emmurallats. L'exterior islàmic compta amb torres de quatre altures i planta quadrada amb sageteres i rematades per merlets, les quals estan realitzades amb tàpia.
En el seu interior comptava amb un altre recinte configurant un doble cinturó defensiu. En època cristiana es va afegir un nou mur al voltant de la torre de l'homenatge de planta circular i construïda amb pedra de peredar.